# さいだん座ベータ星
さいだん座β星 (さいだんざベータせい、β Ara / β Arae) は、さいだん座で最も明るい恒星で3等星。
さいだん座β星は、橙色の輝巨星または超巨星である。